# David Broncano Aguilera
David Broncano Aguilera (Santiago de Compostel·la, la Corunya, 30 de desembre de 1985) és un còmic i presentador de televisió i ràdio espanyol. Guanyador de dos premis Ondas, el 2018 pel programa de ràdio La vida moderna i el 2019 per La resistència.

## Biografia
Encara que va néixer a Santiago de Compostel·la de pares madrilenys, des de petit va viure a la localitat jaense d'Orcera, on va créixer després de residir breument a Rianxo. La seva mare és professora de matemàtiques i el seu germà és Daniel Broncano, músic i artífex del festival Música a Segura.
Va cursar estudis d'Informàtica i Publicitat a la Universitat Complutense de Madrid, on també va cursar assignatures de Física. Després de graduar-se va començar a treballar per a diverses agències de comunicació i publicitat fins al 2008, quan Paramount Comedy va acceptar un monòleg per al programa Nuevos cómicos. A partir d'aquell moment va començar una trajectòria com a còmic professional, abastant des de les actuacions de stand-up en directe fins a l'exercici en programes de ràdio i televisió, arribant a presentar i dirigir els seus propis programes en ambdós mitjans.
Algunes de les seves principals influències en comèdia són la sèrie britànica Monty Python's Flying Circus i L'hora chanante.

## Trajectòria professional
El 2008 va començar com a monologuista a Paramount Comedy. Posteriorment, va ser col·laborador en programes de televisió com Estas no son las noticias, a Cuatro, i ha aparegut a El club de la comèdia des de 2013. El seu veritable èxit va arribar a la ràdio, on va començar el 2008 amb una col·laboració a No somos nadie, de M80, i va seguir a Los 40, essencialment en els programes Yu: No te pierdas nada i Anda ya.
El 2011 va començar a treballar com a col·laborador al programa Hoy por hoy, a la Cadena SER, amb una secció anomenada Las preguntas de Broncano. La seva relació amb aquesta emissora va seguir posteriorment amb la seva col·laboració regular a A vivir que son dos días, en el qual va continuar amb el mateix format de secció. Va aconseguir un major èxit a partir del 2014 amb el programa La vida moderna, a la Cadena SER, el qual va dirigir juntament amb Ignatius Farray i Quequé, i pel qual van aconseguir el premi Ondas al millor programa de ràdio el 2018. La vida moderna va deixar d'emetre's al juny de 2022. Des del 2016 ha girat per Espanya amb el xou de La vida moderna, que el 2019 va acumular les actuacions de comèdia més massives realitzades a Espanya, i va finalitzar la gira al Palau dels Esports de Madrid davant 8.000 persones.
El 2016, l'èxit de La vida moderna el va portar a col·laborar en el programa Late motiv de #0 (Movistar) presentat per Andreu Buenafuente, a qui va arribar a substituir com a presentador quan va estar de baixa per una afonia. LocoMundo va ser el primer programa que va presentar a la televisió, des del 2016 fins al 2018, quan va ser substituït per Quequé. En 2018 va iniciar el seu nou programa a #0 de Movistar, La resistència, un late late show de comèdia emès després del Late motiv, que va ser guardonat el 2019 amb el Premi Ondas al «millor programa d'entreteniment».

## Trajectòria

### Televisió
| Any            | Programa                  | Cadena           |                |
| -------------- | ------------------------- | ---------------- | -------------- |
| 2024 - Present | La Revuelta               | TVE 1            | Presentador    |
| 2018 - 2024    | La Resistencia            | #0               | Presentador    |
| 2016 - 2017    | LocoMundo                 | #0               | Presentador    |
| 2016 - 2018    | Late motiv                | #0               | Col·laborador  |
| Des de 2013    | El club de la comedia     | La Sexta         | Còmic convitat |
| Des de 2009    | Ilustres Ignorantes       | Canal+ #0        | Còmic convitat |
| 2015           | Yutubers                  | Comedy Central   | Copresentador  |
| 2014           | Sopa de gansos            | Cuatro           | Còmic convitat |
| 2012           | Alguien tenía que decirlo | La Sexta         | Copresentador  |
| 2011 - 2012    | Óxido Nitroso             | Canal+           | Col·laborador  |
| 2011 - 2012    | Tentaciones               | Canal+           | Copresentador  |
| 2010 - 2011    | Nos gusta el cine         | Canal+           | Copresentador  |
| 2010           | UAU!                      | Cuatro           | Col·laborador  |
| 2008 - 2009    | Nuevos Cómicos            | Paramount Comedy | Còmic invitat  |

### Radiodifusió
| Any         | Programa                 | Cadena     |               |
| ----------- | ------------------------ | ---------- | ------------- |
| Des de 2014 | La vida moderna          | Cadena SER | Presentador   |
| Des de 2012 | A vivir que son dos días | Cadena SER | Col·laborador |
| 2015 - 2016 | Anda Ya                  | Los 40     | Col·laborador |
| 2013 - 2015 | YU: no te pierdas nada   | Los 40     | Copresentador |
| 2011        | Hoy por Hoy              | Cadena SER | Col·laborador |
| 2008        | No somos nadie           | M80        | Col·laborador |

### Teatre
| Any         | Espectacle                     |
| ----------- | ------------------------------ |
| Des de 2016 | La Vida Moderna Live Show      |
| Des de 2013 | El club de la comedia          |
| 2011 - 2014 | Te ríes de los nervios         |
| 2010 - 2011 | Las noches de Paramount Comedy |

## Polèmica
L'1 de juliol de 2010 hi hagué una polèmica perquè Daniel Broncano va protagonitzar una paròdia en el programa UAU!, en què representava una suposada nena pobra del Paraguai anomenada Sunilda Estuardo, que narrava algunes de les seves experiències i pregava als futbolistes espanyols que permetessin la victòria de la selecció del seu país perquè portés «un poc d'alegria als pobres nens». Tot això dins del context previ al partit de futbol de quarts de final del Mundial de Sud-àfrica que es jugava dos dies després entre Paraguai i Espanya.
| « | [...]Tengo seis años ya, y llevo cinco trabajando. Antes llevaba una grúa, y ahora recojo motores de lavadoras en un vertedero. Mis compañeras de trabajo —las que saben hablar— me preguntan: ¿por qué estás tan contenta últimamente, Sunilda? […] Este Mundial es lo mejor que nos ha dado Paraguay desde que cogí la gripe, y el tifus, y el sarampión y la malaria y el ébola y todas las cosas. Ahora los españoles nos quieren ganar, ¿es que acaso no tuvieron suficiente? Vinieron aquí a quitarnos el oro y las patatas, ¡y a mi bisabuela la violó Hernán Cortés, señores! Mi familia ha tenido que vender la llama, y el manatí y vender el metro cuadrado del cafetalero, solo para que yo pueda tener una camiseta de la selección paraguaya de fútbol. Señores españoles, en nombre de los niños pobres y de Moctezuma, dejen que Paraguay gane el Mundial y traiga un poco de briznas de alegría a estos campos de la periferia de Madri... de Caacupé. Por favor háganlo, estos mofletes no durarán para siempre [...] | » |

Al final del vídeo, Broncano —interpretant el personatge Pedro M. Estuardo— es dirigí als futbolistes espanyols dient: «en les vostres mans està la mort de milers de milions de nenes paraguaianes».
En el transcurs de l'endemà, la Secretaría de la Niñez y de la Adolescencia de Paraguay (SNNA) i diversos mitjans de comunicació paraguaians varen reaccionar amb indignació, i això va provocar que l'ambaixador d'Espanya a Paraguai, Miguel Ángel Cortizo, hagués de demanar disculpes públicament.